# Friedrich Nerly
Friedrich von Nerly, in origine: Christian Friedrich Nehrlich (Erfurt, 24 novembre 1807 – Venezia, 21 ottobre 1878), è stato un pittore tedesco i stile romantico, principalmente noto per le sue vedute di Venezia. A volte viene chiamato "il vecchio", per distinguerlo da suo figlio, il pittore Friedrich Paul Nerly. Il suo nome è visto anche come "Federico" e "Federigo".

## Biografia

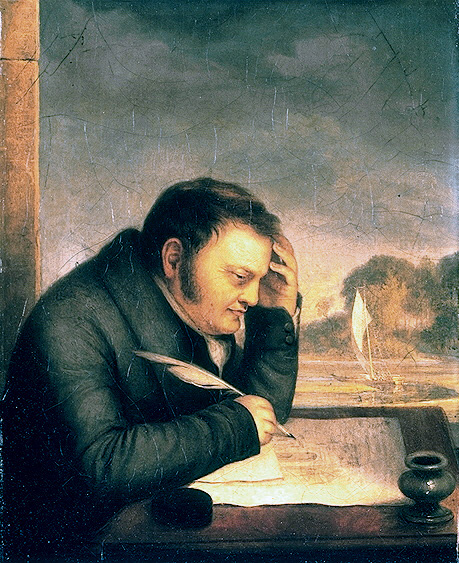
Ritratto di Carl Friedrich von Rumohr di Friedrich Nerly (circa 1823-1827)

Suo padre, un funzionario postale di Erfurt, morì mentre Friedrich era ancora un ragazzo. Dal 1815 fu allevato da uno zio musicista ad Amburgo. Ricevette le sue prime lezioni di disegno da sua zia, poi da un altro zio, Heinrich Joachim Herterich, un litografo, e fu impiegato nella sua bottega. Strinse anche amicizia con il partner di Herterich, Johannes Michael Speckter, e la sua famiglia. Attraverso di loro conobbe colui che sarebbe diventato il suo mecenate: il pittore e storico dell'arte Carl Friedrich von Rumohr. Nel 1823 divenne uno degli studenti di Rumohr. Quattro anni dopo, i due intrapresero un lungo viaggio che li portò in Italia, attraverso i monti Harz.
Alla fine del 1828 giunsero a Roma e decise di rimanervi. Fu allora che cambiò il suo nome in "Nerly", apparentemente credendo che suonasse più italiano. Ben presto assume la direzione del "Festival Cervaro" per il Deutscher Künstlerverein (Associazione Artisti Tedeschi) di Roma. Avrebbe mantenuto quella posizione fino alla sua partenza, avvenuta nel 1835.
Dopo un breve tour dell'Italia meridionale, si stabilì infine a Venezia e iniziò a dipingere le vedute della città per le quali è più noto. Nel 1840 sposò Agathe Alginovich (1810–89), figlia adottiva del marchese Maruzzi: la coppia ebbe poi un figlio, Friedrich Paul, che anch'egli divenne pittore.
Nel 1852 il re Guglielmo I di Württemberg gli conferì la Croce di Cavaliere dell'Ordine della Corona, che gli diede il diritto di usare il prefisso nobiliare "von".
Nel 1883, la sua intera collezione d'arte fu donata alla città di Erfurt dal figlio Friedrich, con la clausola che fosse utilizzata per creare un museo. Ciò fu fatto e l'Angermuseum fu aperto nel 1886. (Anger in tedesco significa " città comune "). A lui è intitolata una strada di Erfurt.

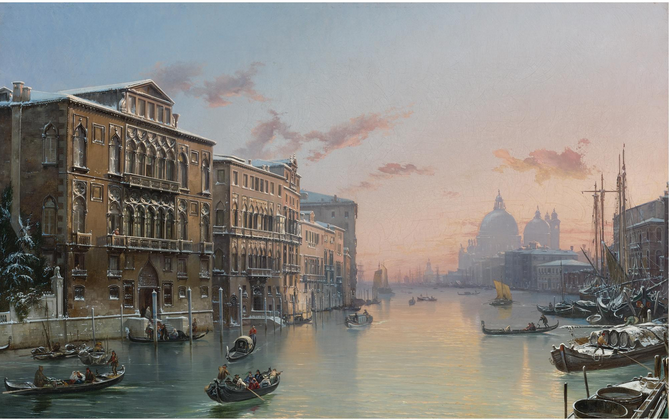
Una veduta invernale del Canal Grande